# Michelle Monaghan
Michelle Lynn Monaghan (Winthrop, 23 marzo 1976) è un'attrice statunitense.

## Biografia
Nata nell'Iowa, dove i genitori gestiscono una fattoria, dopo essersi diplomata alla High School ha studiato giornalismo a Chicago. Nel 2005 ha sposato il grafico australiano Peter White; la coppia ha due figli, nati rispettivamente nel 2008 e nel 2013. Durante gli studi inizia la professione di modella e grazie a questa gira il mondo, lavorando in città come Milano e Tokyo.
Fa il suo debutto d'attrice nei primi anni 2000, partecipando ad alcune serie televisive tra cui un episodio di Law & Order - Unità vittime speciali. La prima apparizione degna di nota è del 2002, nel film L'amore infedele - Unfaithful di Adrian Lyne, prendendo poi parte nello stesso anno con un personaggio ricorrente alla serie TV Boston Public. In seguito interpreta ruoli minori in pellicole di successo quali The Bourne Supremacy e Mr. & Mrs. Smith. La notorietà arriva nel 2005, come protagonista femminile della commedia a tinte gialle Kiss Kiss, Bang Bang accanto a Val Kilmer e Robert Downey Jr., cui segue l'anno successivo il blockbuster Mission: Impossible III con Tom Cruise.
Nel 2007 recita al fianco di Ben Stiller ne Lo spaccacuori e viene diretta da Ben Affleck in Gone Baby Gone, mentre per il 2008 affianca Patrick Dempsey nella commedia romantica Un amore di testimone. In seguito, a cavallo del decennio si divide con successo tra pellicole commerciali quali Eagle Eye e Parto col folle, rispettivamente al fianco di Shia LaBeouf e della coppia Galifianakis-Downey Jr., e opere autoriali come Somewhere di Sofia Coppola. Nel 2014 è con James Marsden nel film The Best of Me - Il meglio di me, diretto da Michael Hoffman e tratto dal romanzo Il meglio di me di Nicholas Sparks. Sempre nello stesso anno torna sul piccolo schermo, recitando nella prima stagione della serie antologica True Detective con Matthew McConaughey e Woody Harrelson.
Nel 2025 è nel cast della terza stagione di The White Lotus.

## Filmografia

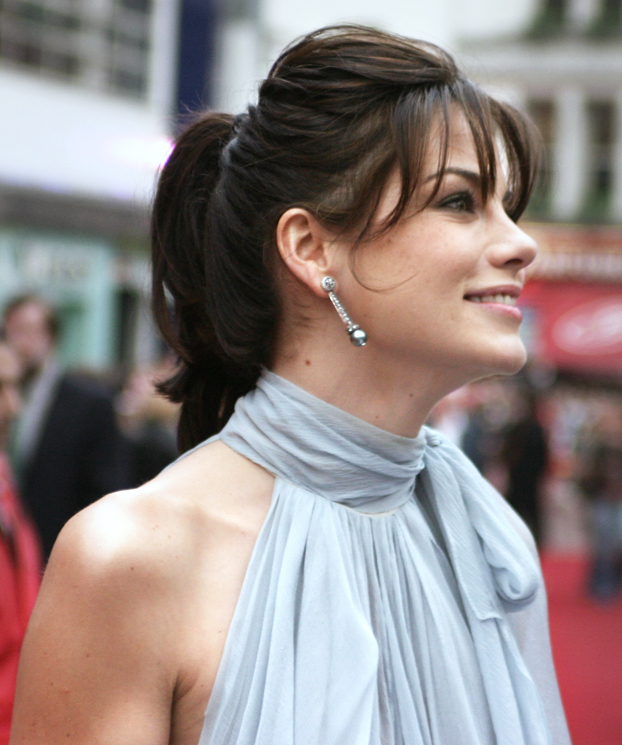
Monaghan nel 2006 all'anteprima inglese di Mission: Impossible III

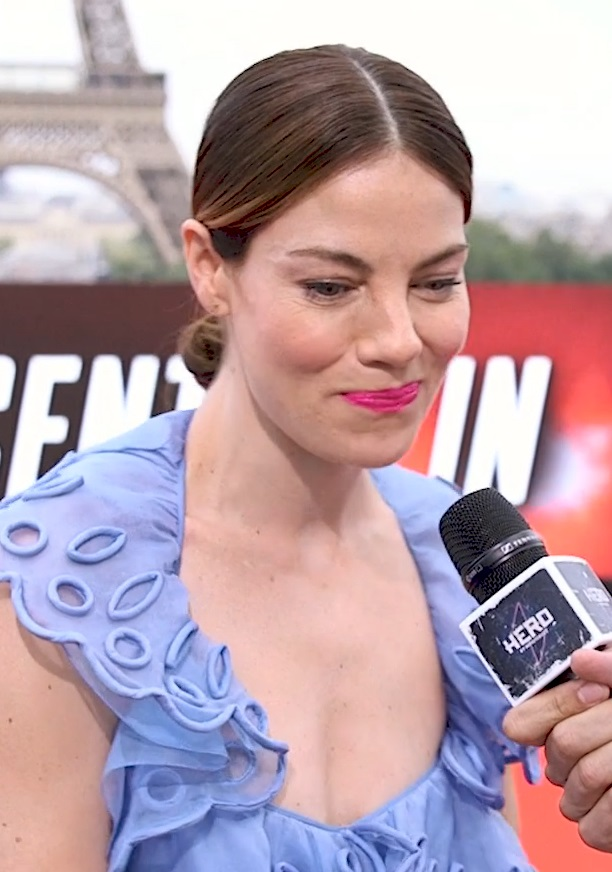
Monaghan nel 2018 a Parigi per l'anteprima europea di Mission: Impossible - Fallout

### Cinema
- Fashion Crimes (Perfume), regia di Michael Rymer e Hunter Carson (2001)
- L'amore infedele - Unfaithful (Unfaithful), regia di Adrian Lyne (2002)
- Vizio di famiglia (It Runs in the Family), regia di Fred Schepisi (2003)
- Winter Solstice, regia di Josh Sternfeld (2004)
- The Bourne Supremacy, regia di Paul Greengrass (2004)
- Constantine, regia di Francis Lawrence (2005) – non accreditata
- Kiss Kiss Bang Bang, regia di Shane Black (2005)
- Mr. & Mrs. Smith, regia di Doug Liman (2005)
- North Country - Storia di Josey (North Country), regia di Niki Caro (2005)
- Mission: Impossible III, regia di J. J. Abrams (2006)
- Gone Baby Gone, regia di Ben Affleck (2007)
- Lo spaccacuori (The Heartbreak Kid), regia di Peter e Bobby Farrelly (2007)
- Trucker, regia di James Mottern (2008)
- Un amore di testimone (Made of Honor), regia di Paul Weiland (2008)
- Eagle Eye, regia di D.J. Caruso (2009)
- Somewhere, regia di Sofia Coppola (2010)
- Parto col folle (Due Date), regia di Todd Phillips (2010)
- Source Code, regia di Duncan Jones (2011)
- Machine Gun Preacher, regia di Marc Forster (2011)
- Mission: Impossible - Protocollo fantasma (Mission: Impossible - Ghost Protocol), regia di Brad Bird (2011) – cameo non accreditato
- Tomorrow You're Gone, regia di David Jacobson (2012)
- Sola nel buio (Penthouse North), regia di Joseph Ruben (2013)
- Expecting, regia di Jessie McCormack (2013)
- La formula della felicità (Better Living Through Chemistry), regia di Geoff Moore e David Posamentier (2014)
- Fort Bliss, regia di Claudia Myers (2014)
- The Best of Me - Il meglio di me (The Best of Me), regia di Michael Hoffman (2014)
- Playing It Cool, regia di Justin Reardon (2014)
- Pixels, regia di Chris Columbus (2015)
- Boston - Caccia all'uomo (Patriots Day), regia di Peter Berg (2016)
- Sleepless - Il giustiziere (Sleepless), regia di Baran bo Odar (2017)
- The Vanishing of Sidney Hall, regia di Shawn Christensen (2017)
- Mission: Impossible - Fallout, regia di Christopher McQuarrie (2018)
- Saint Judy, regia di Sean Hanish (2018)
- Il rito delle streghe (The Craft: Legacy), regia di Zoe Lister-Jones (2020)
- Every Breath You Take - Senza respiro (Every Breath You Take), regia di Vaughn Stein (2021)
- Black Site - La tana del lupo (Black Site), regia di Sophia Banks (2022)
- Nanny, regia di Nikyatu Jusu (2022)
- The Family Plan, regia di Simon Cellan Jones (2023)
- MaXXXine, regia di Ti West (2024)

### Televisione
- Young Americans – serie TV, episodi 1x04-1x07 (2000)
- Law & Order - Unità vittime speciali (Law & Order: Special Victims Unit) – serie TV, episodio 2x10 (2001)
- Hack – serie TV, episodio 1x02 (2002)
- Boston Public – serie TV, 8 episodi (2002-2003)
- True Detective – serie TV, 8 episodi (2014)
- The Path – serie TV, 36 episodi (2016-2018)
- Messiah – serie TV, 10 episodi (2020)
- Echoes – miniserie TV, 7 puntate (2022)
- Bad Monkey – serie TV (2024-in corso)
- The White Lotus – serie TV, 8 episodi (2025)

## Doppiatrici italiane
Nelle versioni in italiano delle opere in cui ha recitato, Michelle Monaghan è stata doppiata da:
- Barbara De Bortoli in Un amore di testimone, Parto col folle, Pixels, The Best of Me - Il meglio di me, Boston - Caccia all'uomo, Il rito delle streghe, Every Breath You Take - Senza respiro, Nanny, The Family Plan, Bad Monkey, MaXXXine
- Domitilla D'Amico in Vizio di famiglia, Lo spaccacuori, Source Code, Sleepless - Il giustiziere
- Francesca Fiorentini in True Detective, Messiah, Echoes, The White Lotus
- Laura Lenghi in Kiss Kiss Bang Bang, North Country - Storia di Josey, La formula della felicità
- Roberta Pellini in Mission: Impossible III, Mission: Impossible - Fallout
- Daniela Calò in Gone Baby Gone, Sola nel buio
- Maura Cenciarelli in Law & Order - Unità vittime speciali
- Milvia Bonacini in The Bourne Supremacy
- Beatrice Margiotti in Somewhere
- Laura Latini in Mr. & Mrs. Smith
- Ilaria Stagni in Eagle Eye
- Chiara Colizzi in Machine Gun Preacher
- Gea Riva in Playing it Cool
- Giuppy Izzo in The Path